# Rondellhund
Rondellhund (svensk for "rundkørselshund") er en form for gadekunst, som opstod 2006 og indebærer at anonyme personer placerer håndlavede hunde i diverse materialer i rundkørsler. Rondellhunde er blevet placeret i rundkørsler i store dele af Sverige og er i vinteren 2006-7 blevet noget af en mindre folkebevægelse.

## Historie
Fænomenet opstod foråret 2006 i Linköping, Östergötland, efter at kunstværket "Cirkulation II" af Stina Opitz blev udsat for hærværk.
Det oprindelige kunstværk bestod af en stålcirkel og en hundefigur i beton og var placeret i Nygårdsrundkørslen i Linköping. I maj 2006 fjernede nogen hundens hoved, hvorpå det besluttedes at hunden skulle fragtes bort og Stina Opitz få til opgave at fremstille et nyt eksemplar, denne gang i metal for at modvirke fornyede hærværksforsøg. I midten af juli observeredes en træhund i rundkørslen. Denne blev fulgt af et hundeben i beton. Dette udtryk for folkehumoren blev omtalt i lokalpressen og snart dukkede flere hjemmelavede hunde op i rundkørsler i og omkring Linköping.
En humoristisk artikel i Östgöta Correspondenten påstår at rondellhunden tilhører racen "östgotisk rondellhund" og at det skulle være den internationale organisation FCI (Féderation Cynologique Internationale) som har godkendt standardiseringen.
En rosa rondellhund placeredes af en anonym kunstner i Örebro allerede i foråret 2006 og hunde er siden dukket op i de fleste svenske byer, fra Kiruna til Ystad. Charterrejsende har rapporteret om rondellhunde blandt andet i Barcelona.